# A csend (film)
A csend (Tystnaden) egy 1963-ban bemutatott Ingmar Bergman által rendezett svéd filmdráma, a Magány-trilógia (Tükör által homályosan, Úrvacsora, A csend) utolsó darabja.

## Történet
Két egymástól érzelmileg elidegenedett nővér Ester (Ingrid Thulin), Anna (Gunnel Lindblom) és annak tízéves fia Johan (Jörgen Lindström) egy éjszakai vonaton utaznak hazafele. Ester az idősebb nővér műfordító és súlyos beteg. Anna hűvös magatartással viseli gondját, látszólag neheztel rá. Úgy döntenek, hogy megszakítják az útjukat a következő városnál, „Timokánál”, ami egy fiktív közép-európai országban található, melynek nyelve érthetetlen és a háború küszöbén áll.
A két nővér kivesz egy kétszobás lakosztályt egy egykor nagy hírűnek számító hotelben. Ester a szobájában sínylődik, vodkával és cigarettával igyekszik enyhíteni fájdalmait mialatt egy íráson próbál dolgozni. Anna a városba indul, ahol egy kávéházban egy pincér (Birger Malmsten) nyíltan flörtölni kezd vele. Később egy túlzsúfolt színházban figyeli ahogy egy fiatal pár a mellette lévő széken szeretkezni kezd. A dolog egyszerre taszítja és izgatja is. Ezután visszatér a kávézóba, ahol felszedi a pincért, és egy üres templomban szeretkeznek.
Ester Johannal egyedül maradva megpróbál bensőségesebb viszonyt kezdeni unokaöccsével, de a fiú hűvösen elhúzódik tőle, amikor végigsimítja arcát és haját. Amikor Anna visszatér nővére dühös lesz rá meglátva csapzott ruháját, ami sejteti mi történt vele. A felingerelt Anna rosszindulatúan minden részletet elmond Esternek, majd hozzáteszi, hogy ismét találkozni fog a férfivel, ráadásul azon az estén, melyen nővére nem akart egyedül lenni. Ester könyörög neki, hogy ne tegye. Eközben Johan a hotel folyosóin barangol találkozva egy öreg csomaghordárral és egy csoport spanyol törpével, akik egy vándorprodukció tagjai.
Anna találkozik a férfival a hoteljükben, ahol Johan szemtanúja lesz, hogy csókolóznak, majd bemennek egy szobába. Johan visszatérve a szobájukba megkérdi Estert, hogy édesanyja miért nem szeret velük lenni, és miért megy el mindig valahova amint alkalma nyílik rá. Ester azt mondja, hogy megtanult néhány szót a helyiek nyelvén, és megígéri, hogy leírja a fiúnak. Jonan, aki ösztönösen megérzi, hogy nagynénje súlyos beteg, átöleli kifejezve együttérzését és aggodalmát.
Miután Johan elaludt, Ester sírva könyörög húgának Anna és szeretője ajtaja előtt, hogy jöjjön vissza. Anna beengedi a szobába, ahol Ester együtt látja őket az ágyban. Anna bevallja neki, hogy egyszer olyan akart lenni mint ő: erkölcsileg emelkedett, de aztán rájött, hogy Ester látszólagos jósága csak az Anna iránt érzett gyűlöletet tükrözi. Ester győzködi, hogy ez nem igaz, mert ő szereti. Anna dühös lesz, és megkéri, hogy hagyja el a szobát. Távozás közben még egy „szegény Anna” hagyja el a száját, ami húgát még jobban feldühíti, először hisztérikusan nevetni kezd, de ez később zokogásba fordul át.
A következő reggel Anna bejelenti, hogy Johannal elhagyják a hotelt reggeli után. Ester állapota romlik mialatt távoznak, fájdalmas fulladásos görcsök kezdik el gyötörni. Az idős csomaghordár segít rajta, aki megpróbálja vigasztalni. Ester beszél neki a félelmétől a haláltól és a magányosságtól, de arról is, hogy undorodik a szexuális kapcsolatoktól. Mikor Johan elbúcsúzik, Ester egy papírdarabot ad neki. Mikor felszáll Annával vonatra, Johan ránéz a papírra, amin az áll, hogy „Johannak – szavak egy idegen nyelven”. Az unottnak látszó Anna közben kinyitja a kabinablakot, hogy felfrissüljön a kinti esőtől.

## Szereposztás
| Színész          | Szerep        | Szinkron           |
| ---------------- | ------------- | ------------------ |
| Ingrid Thulin    | Ester         | Ráckevei Anna      |
| Gunnel Lindblom  | Anna          | Kútvölgyi Erzsébet |
| Birger Malmsten  | a pincér      |                    |
| Hakan Jahnberg   | a szobapincér | Kenderesi Tibor    |
| Jörgen Lindström | Johan         | Hamvas Dániel      |

## Hatása
A csendre manapság gyakran hivatkoznak úgy, mint a „modern film mérföldkövére” Alain Resnais Tavaly Marienbadbanja (1961), Michelangelo Antonioni A kalandja (1960) és Luis Buñuel A nap szépe (1967) mellett. A filmet indította Svédország az Oscarra „legjobb idegen nyelvű film” kategóriában, de végül az Amerikai Filmakadémia nem válogatta be a jelöltek közé.
Bergman elismerte, hogy a produkciót nem a nagyközönség ízlése szerint készítette, ezért nem is várt kasszasikert. Egy 1970-ben készített interjúban azt nyilatkozta: „Mondtam Kenne Fantnak – aki a Svensk Filmindustri vezérigazgatója, egyben a film finanszírozója volt -, hogy lehetőleg számításba kellene vennie azt, hogy ez nem az a film, amire az emberek a mozikba özönlenek.” Ironikusan pont az ellenkezője történt.
A film vágatlan verziójában (amit csak Svédországban és néhány más államban mutattak be) látható számos rövid, de provokatív szexjelenet, meztelenség és női önkielégítés. Emellett a film néhol erős nyelvezete is heves vitákat váltott ki hazájában és azokban az országokban, ahol a produkció bemutatásra került. Számos más állam viszont csak a vágott verziót engedélyezte. Daniel Ekeroth a 2011-ben angol nyelven megjelent Swedish Sensationsfilms: A Clandestine History of Sex, Thrillers, and Kicker Cinema könyvében a következőket írja a filmről: „A csend volt az a produkció, mellyel a szex és a meztelenség elfogadott dologgá vált egy svéd filmben. Ha egy olyan nemzetközileg jegyzett rendező, mint Ingmar Bergman ennyire nyíltan ábrázolhatta a szexualitást, minden tabu megdőlt. A kevésbé ismert filmkészítők azonnal levetkőzték fennmaradó gátlásaikat, és bemutatták bármilyen őrült vagy romlott gondolatukat, amiről azt gondolták, hogy vonzaná vagy megbotránkoztatná a moziba járó fizető közönséget.”

## Stílusa
Habár a filmnek erős érzéki hatása van csak, de ezt ellensúlyozza az operatőr Sven Nykvist kameramunkája: a kontraszt a mély sötétség és vakító világosság között, a néhol gyors pillanatok (a vonat a film elején) és a lassú, elnyújtott, szinte párbeszédmentes jelenetek, az ismeretlen és nyugtalanító táj is csak azt a benyomást keltik a nézőben, hogy a film nem elsősorban a szexről szól. A történetben a szex – egyéb tényezők mellett – csak kellék, hogy egy olyan feszültségteljes légkört teremtsen a két nővér között, mely a film végén csúcsosodik ki. Az erotikus cselekvés is csak egy úgymond végső megoldásként szolgál egy olyan világban, ahol a beszéd elvesztette funkcióját: a középpontban lévő trió nem ismeri a furcsa város nyelvét – Anna és Ester is csak folyamatosan elbeszél egymás mellett -, emellett mindent a közelgő háború fenyegető pusztítása leng körül. Bergman számos interjúban nyilatkozta, hogy a filmmel pontot tett a vallási kérdéseket feszegető munkáira, amely már A hetedik pecsét óta domináns szerepet töltött be a rendezőnél.

## Fordítás
- Ez a szócikk részben vagy egészben  a   The_Silence (1963 film) című angol Wikipédia-szócikk fordításán alapul.  Az eredeti cikk szerkesztőit annak laptörténete sorolja fel. Ez a jelzés csupán a megfogalmazás eredetét és a szerzői jogokat jelzi, nem szolgál a cikkben szereplő információk forrásmegjelöléseként.